# Врење (новине)
Врење је лист који је издат за потребе покретања студентског протеста у Београду 1992. године, а изашао је само један број, који је бесплатно дељен током и пре демонстрација. Број је спреман у априлу, а штампан у мају исте године.

## Импресум
„Врење“ - слободне студентске новине за студентска питања, секс и политику
Оснивачи:
- Милан Ристић Риста
- Александра Рашић
- Александар Губаш
- Александра Весић
- Освалд Томовић

Главни и одговорни уредник: Милан Ристић
Технички уредници: Саша Антић и Слободан Томић
Техничка припрема: Златко Ж. Матић и Саша Трећак
Редакцијски колегијум: Александра Рашић, Александар Губаш, Нађа Сабљаковић, Горан Ћирић, Александра Весић, Освалд Томовић и Бранкица Аћимовић.
Карикатуриста: Владимир Доганџић